# العلاقات السودانية البلغارية
العلاقات السودانية البلغارية هي العلاقات الثنائية التي تجمع بين السودان وبلغاريا.

## مقارنة بين البلدين
هذه مقارنة عامة ومرجعية للدولتين:
| وجه المقارنة                                              | السودان                     | بلغاريا                                                                             |
| --------------------------------------------------------- | --------------------------- | ----------------------------------------------------------------------------------- |
| المساحة (كم2)                                             | 1.89 مليون                  | 110.99 ألف                                                                          |
| عدد السكان (نسمة)                                         | 40.53 مليون                 | 7.08 مليون                                                                          |
| الكثافة السكانية (ن./كم²)                                 | 21.44                       | 63.79                                                                               |
| العاصمة                                                   | الخرطوم                     | صوفيا                                                                               |
| اللغة الرسمية                                             | اللغة العربية، لغة إنجليزية | اللغة البلغارية                                                                     |
| العملة                                                    | جنيه سوداني                 | ليف بلغاري                                                                          |
| الناتج المحلي الإجمالي (بليون دولار)                      | 117.49 مليار                | 56.83 مليار                                                                         |
| الناتج المحلي الإجمالي (تعادل القوة الشرائية) بليون دولار | 176.55 مليار                | 130.99 مليار                                                                        |
| الناتج المحلي الإجمالي الاسمي للفرد دولار أمريكي          | 2.41 ألف                    | 8.03 ألف                                                                            |
| الناتج المحلي الإجمالي للفرد دولار أمريكي                 | 4.07 ألف                    | 17.21 ألف                                                                           |
| مؤشر التنمية البشرية                                      | 0.479                       | 0.782                                                                               |
| رمز المكالمات الدولي                                      | +249                        | +359                                                                                |
| رمز الإنترنت                                              | سودان                       | .bg، .бг ‏                                                                           |
| المنطقة الزمنية                                           | ت ع م+03:00، ت ع م+02:00    | ت ع م+02:00، ت ع م+03:00، أوروبا/صوفيا ‏، توقيت شرق أوروبا، توقيت شرق أوروبا الصيفي ‏ |

## منظمات دولية مشتركة
يشترك البلدان في عضوية مجموعة من المنظمات الدولية، منها:
| علم المنظمة | اسم المنظمة                               | تاريخ انضمام السودان | تاريخ انضمام بلغاريا |
| ----------- | ----------------------------------------- | -------------------- | -------------------- |
|             | الاتحاد البريدي العالمي                   | ?                    | ?                    |
|             | يونسكو                                    | 26 نوفمبر 1956       | 17 مايو 1956         |
|             | البنك الدولي للإنشاء والتعمير             | 5 سبتمبر 1957        | 25 سبتمبر 1990       |
|             | وكالة ضمان الاستثمار متعدد الأطراف        | 7 نوفمبر 1991        | 23 سبتمبر 1992       |
|             | الاتحاد الدولي للاتصالات                  | 23 أكتوبر 1957       | 18 سبتمبر 1880       |
|             | منظمة الشرطة الجنائية الدولية             | ?                    | ?                    |
|             | مؤسسة التمويل الدولية                     | 21 أكتوبر 1960       | 22 يوليو 1991        |
|             | الأمم المتحدة                             | 12 نوفمبر 1956       | 14 ديسمبر 1955       |
|             | الفريق المعني برصد الأرض                  | ?                    | ?                    |
|             | منظمة حظر الأسلحة الكيميائية              | ?                    | ?                    |
|             | المركز الدولي لتسوية المنازعات الاستشارية | 9 مايو 1973          | 13 مايو 2001         |

## وصلات خارجية
- موقع وزارة الخارجية السودانية
- موقع وزارة الخارجية البلغارية